# 福井北ジャンクション・インターチェンジ
福井北ジャンクション・インターチェンジ（ふくいきたジャンクション・インターチェンジ）は、福井県福井市重立町（しげたてちょう）にある北陸自動車道と中部縦貫自動車道（永平寺大野道路）とのジャンクション、ならびに北陸自動車道のインターチェンジである。
中部縦貫自動車道の開通に伴い、それまでの福井北インターチェンジから名称を変更した。

## 歴史
- 1975年（昭和50年）9月9日 - 北陸自動車道の丸岡IC - 福井IC間の開通に伴い[7][8]、供用開始[1]。当初の名称は福井北インターチェンジ[1]。
- 2015年（平成27年）3月1日 - 中部縦貫自動車道（永平寺大野道路）の当IC - 松岡IC間が開通[2][3][4][9][10]、ジャンクション化し名称を福井北ジャンクション・インターチェンジに変更[4]。
- 2024年（令和6年）12月5日 - 料金所がETC専用になる[11]。

## 道路
- E8 北陸自動車道（9番）
- E67 中部縦貫自動車道 - 北陸自動車道とのみ接続。

直接接続
- 国道416号[1]（吉野堺バイパス 福井北インターアクセス部） - 北陸自動車道とのみ接続。

本施設では、中部縦貫自動車道⇔一般道路の接続をしていない。この接続点としては、北陸自動車道との出入路の地平部から東へ約1 kmの松岡ICが最寄（以下参照）。
間接接続
- 国道416号（吉野堺バイパス 本線） - 出路から南へ約100 mの「福井北I.C南」交差点
  - 西方向 国道416号 現道（次の信号「重立北」交差点）、国道8号（約4 km先の「新保」交差点）・福井市街方面
  - 東方向 E67中部縦貫自動車道（松岡IC:次の信号「吉野」交差点の先）勝山方面、永平寺町役場方面

中部縦貫自動車道とのJCT併設に伴い、2015年（平成27年）3月1日より出入口が約350 m東に移動、接続先が国道416号（現道）からバイパス支線へ変更となった。

## 料金所
中部縦貫自動車道とのJCT併設に伴い、2015年（平成27年）3月1日より新料金所が供用開始となった。北陸自動車道側のみ有料区間であり、料金所の前後に一般道出入口と中部縦貫自動車道本線のどちらを利用しても同額のため、料金所東側の方面別によるブース区分はない。
- ブース数：5

### 福井北入口・中部縦貫道→北陸道
- ブース数：2
  - ETC専用：1
  - ETC/サポート：1

### 北陸道→福井北出口・中部縦貫道
- ブース数：3[3]
  - ETC専用：2
  - サポート：1

## 周辺
JCT・ICへ改築後の北陸自動車道出入口の一般道接続部下端は料金所から市町境を越えた吉田郡永平寺町松岡吉野堺にあり、直近の同町側の多くは市街化調整区域のため建物はほとんどないが、北陸自動車道の新潟寄り東側すぐに北陸電力送配電の幹線中継点でもある松岡変電所が所在するため大小さまざまな送電鉄塔が非常に多く建っている。対して福井市側は物流拠点や工場、貸切バス営業所などが立ち並ぶ区画が目立つ。北陸自動車道からは永平寺町役場が所在する同町松岡地区への最寄りインターチェンジとなっている。
- 北陸電力福井体育館フレア - 福井永平寺ブルーサンダー（日本ハンドボールリーグ）本拠。
- 福井県内水面総合センター
- 芝原上水
- 九頭竜川
- えちぜん鉄道勝山永平寺線 観音町駅
- 松岡公園 - 春日山古墳、サクラの名所
- 松岡館跡 - 越前松岡藩の藩庁があった。

以下はいずれも九頭竜川の対岸（右岸）側に所在。九頭竜川の分流を一部締め切って扇状地内の可住地を増やした区域にあり、永平寺町と坂井市（旧坂井郡丸岡町）の市町境が複雑に入り組んでいる。
- 福井県立大学 本部・永平寺キャンパス
- 福井県食品加工研究所
- ソフトパーク福井 - 福井県産業情報センター、ほか情報系企業や専修学校が集まる産業団地
- 福井県立嶺北特別支援学校
- 国立福井大学 松岡キャンパス（医学部、同附属病院）
- 福井県総合グリーンセンター - 福井県林業試験場を含有する都市緑化公園

## バスストップ

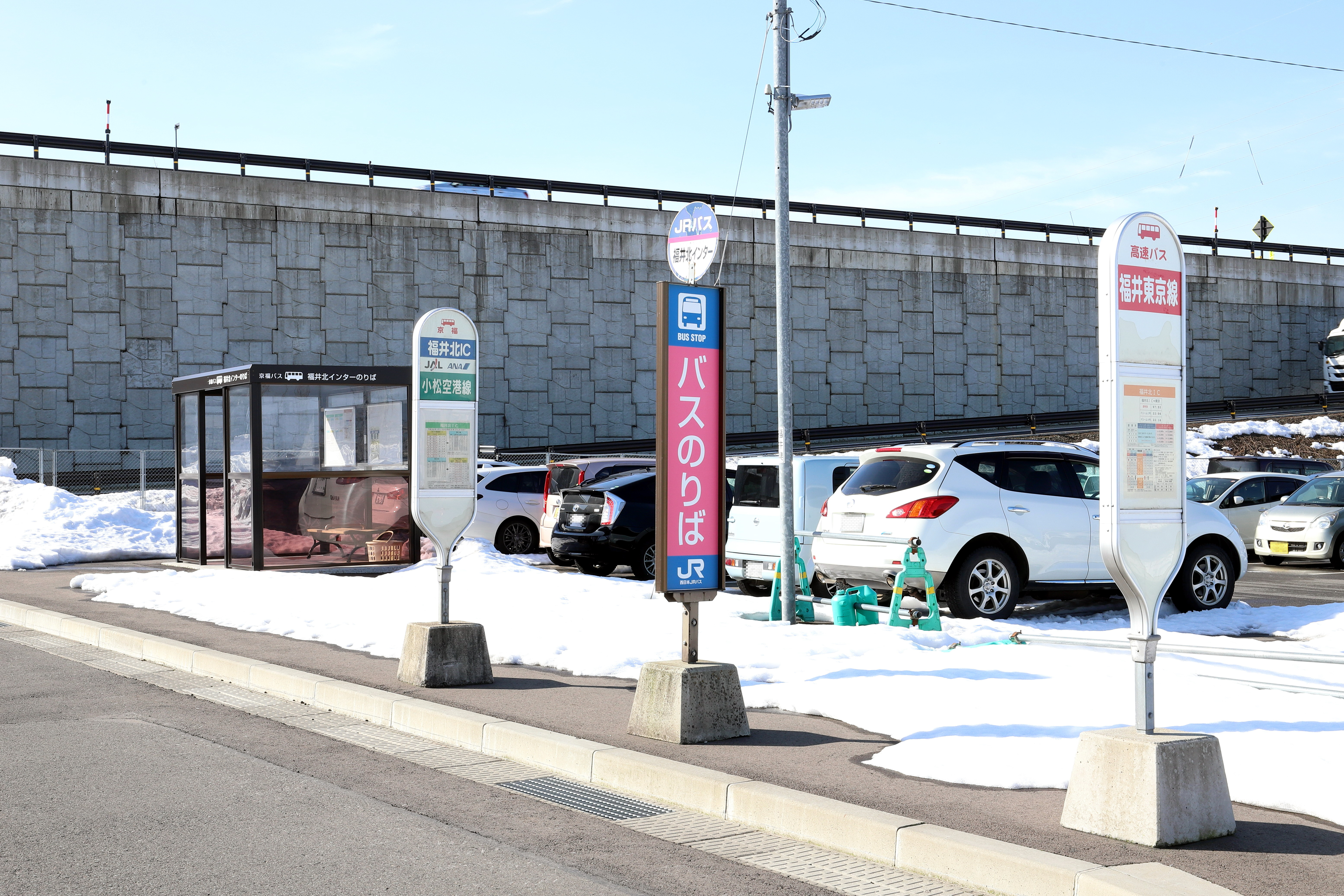
福井北インターチェンジ バスストップ
奥側にある擁壁手前の斜路は北陸道IC出口ランプ、擁壁上は中部縦貫道本線。

旧ICの出口・入口両料金所の間にあった日本道路公団時代設置のバスストップは中部縦貫自動車道とのJCT併設工事に伴い廃止、2013年（平成25年）以降は路上の仮設停留所となっていたが、福井県がJCT・IC施設外に転回路を持つ新バスストップとキスアンドライド用駐車場を整備し、2015年（平成27年）5月7日より東京、小松空港発着便が、同月のうちに残る大阪発着便も使用を開始。先行して駐車場を同年3月1日に供用開始している。
以下の路線の福井県外各バス停との乗降に限られており、福井県内相互間の利用はできない（クローズドドアシステム）。

### 設置場所
- 所在地：福井県吉田郡永平寺町松岡吉野堺（福井北出口ランプ隣接地） 北緯36度5分10.85秒 東経136度17分11.39秒

### 停車する路線
- 小松空港連絡バス（京福バス）
- 福井 - 東京線「昼特急」（京福バス・福井鉄道）※運休中
- ドリーム福井号（京福バス・福井鉄道）※運休中
- 青春ドリーム福井号（JRバス関東）※運休中

## 隣
E8 北陸自動車道
(8) 福井IC - (9) 福井北JCT/IC - (10) 丸岡IC
E67 中部縦貫自動車道（永平寺大野道路）
（松岡IC） - 福井北JCT/IC